# Fugaku 415-PFLOPS
Fugaku 415-PFLOPS est un superordinateur japonais, développé par Fujitsu pour le compte de l'institut scientifique japonais RIKEN. En juin 2019, il est présenté comme le plus puissant supercalculateur au monde, atteignant les 415 pétaFLOPS, soit 2,8 fois plus que l'ancien détenteur du titre, Summit d'IBM. Il a conservé ensuite ce titre à trois reprises consécutives, en novembre 2020, puis en juin et novembre 2021. Il utilise à la fois un noyau léger McKernel et le noyau Linux basé sur une distribution GNU/Linux Red Hat Linux 8 pour son système. 
Il a été utilisé par plusieurs équipes de chercheurs notamment dans le cadre de la lutte contre le Covid-19 dès 2020,, mais n'a été totalement disponible qu'à partir de 2021. 

## Conception
Choisi par l'institut scientifique RIKEN basé à Kobe, Fujitsu choisit de l'équiper de 7,3 millions de cœurs de processeurs 64 bits d'architecture ARM, présentés comme plus performants et moins gourmands en énergie.